# Autocarretta OM 32-35-36-37
L'Autocarretta OM, littéralement charrette motorisée, est un véhicule léger de transport de troupes conçu à la fin des années 1920 en prévision d'une future guerre en terrain montagneux.

## Contexte historique
Dès la fin de la Première Guerre mondiale, l'état major des armées du Roi d'Italie prévoyait que le prochain conflit auquel devrait faire face le pays se déroulerait principalement dans les Alpes. Pour cela, il était nécessaire de développer un camion léger capable d'évoluer sur les chemins muletiers dans le but de motoriser l'infanterie, les fameux bersagliers.
C'est vers 1925, dans le cadre du renouvellement du parc des véhicules logistiques que l'armée définit un programme de développement de nouveaux véhicules qui aboutit, en 1927, à un cahier des charges précis concernant un petit camion de 700 à 800 kg de charge utile destiné à remplacer les vieilles charrettes à traction animale. Parmi les exigences, le véhicule devait avoir un moteur quatre cylindres refroidis par air et quatre roues motrices et directrices. Le bulletin officiel de janvier 1928 précisait que les projets des différents industriels participant à l'appel d'offre devaient être présentés sous un an. Ce même bulletin indiquait que le véhicule devait être adapté à la marche en terrain accidenté et capable de tracter des pièces d'artillerie légère sur route de montagne.
Dans le bulletin de janvier 1929, le Ministère de la Guerre précisait qu'il commandait aux finalistes de l'appel d'offre deux prototypes pour mener les essais. Les quatre projets retenus étaient ceux de Fiat, Ceirano, Lancia et Ansaldo.
- Le modèle 1014 proposé par Fiat, composé d'un tracteur et d'une remorque articulée propulsé par le moteur du Fiat 614, fut écarté dès 1930.
- Ceirano, qui faisait partie du consortium Fiat, proposa le modèle 1015 à quatre roues motrices et directrices dont les deux prototypes furent livrés en 1931 et écartés après essais.
- Le projet Lancia fut également abandonné au premier semestre 1931.
- Le modèle Ansaldo fut quant à lui développé par le bureau d'études fondé par l'ingénieur Giulio Cesare Cappa après avoir démissionné de chez Fiat.

Les essais du premier prototype Ansaldo débutèrent en décembre 1929 dans la région de Pignerol, tout près de Turin et démontra des aptitudes hors du commun en tout terrain.
À la suite des difficultés financières provoquées par la crise de 1929, la société « Ansaldo Automobili S.p.A. » de Turin fut mise en liquidation et le contrat fut repris par la société OM de Brescia, qui apporta quelques modifications au projet avec notamment l'augmentation de la cylindrée du moteur de 1.350 à 1 616 cm3 à la demande de l'armée. Le 1er juillet 1931, OM avait livré les trois prototypes modifiés pour les essais d'homologation, dont un avait été présenté au Salon des Ingénieurs Italiens de Rome le 8 mars 1931.
Le 1er janvier 1932, les trois prototypes OM avaient terminé avec succès les essais sur terrain accidenté et chemins muletiers à forte pente (jusqu'à 42%). (NDR : à titre de comparaison, le cahier des charges du Hummer américain a fixé cette barre à 40%). Le véhicule fut adopté le 7 août 1932 et baptisé "Autocarretta mod.32" (littéralement « autocharrette », camion léger de montagne).
La première commande fut passée à OM au cours du premier semestre 1931. Ce premier lot fut réparti dans plusieurs unités qui testèrent l'autocarretta sur le terrain durant les grandes manœuvres d'août 1932. Un deuxième lot fut commandé en juillet 1933 et livré entre 1934 et 1935. En 1933, la société OM passe sous le contrôle de Fiat V.I..
Le modèle connaîtra plusieurs séries dans le temps avec les modèles 32 - 35 - 36 - 37 - ainsi qu'une version draisine blindée pour chemin de fer.

## Caractéristiques techniques de l'Autocarretta OM 32
Le châssis de l'Autocarretta OM 32 était composé de tôles d'acier embouties formant deux longerons reliés par plusieurs traverses. Le moteur, refroidi par air, se trouvait en porte-à-faux sur l'avant. C'était un quatre cylindres essence à soupapes en tête dont le régime était limité à 2 400 tr/min par un limiteur de vitesse centrifuge. Son refroidissement était à air, une originalité à l'époque en Italie. L'allumage était assuré par un magnéto "Marelli SA4" et le mélange par un carburateur "Memini CMS30". L'alimentation se faisait par gravité depuis le réservoir de 35 litres situé derrière le siège conducteur.
Depuis l'arbre moteur, le mouvement était transmis via un embrayage monodisque à sec à la boîte de vitesses située au centre du châssis. La boîte, comprenant quatre rapports avant plus une marche arrière, attaquait le réducteur situé dans le même carter, qui transmettait à son tour le mouvement aux deux différentiels, un à l'avant et l'autre à l'arrière, identiques et donc interchangeables. Les deux différentiels étaient munis d'un système de blocage commandé par le conducteur. Chacun d'eux transmettait le mouvement aux demi-essieux de leur pont respectif. Les suspensions indépendantes étaient assurées sur chaque pont par deux ressorts à lames transversaux montés sous et sur le carter du différentiel. Ce système permettait de soulever une roue de 25 cm tandis que les trois autres restaient plaquées au sol. La direction à vis sans fin agissait à la fois sur les roues avant et arrière.
L'éclairage du véhicule était assuré par un phare acétylène placé au-dessus de la calandre, deux lampes à pétrole fixes, de part et d'autre de la calandre, et une lampe à pétrole mobile à l'arrière. Le caisson en bois mesurait 1,69 m de long sur 1,2 m de large et 0,5 m de haut. Seule la ridelle arrière, composée de deux battants, pouvait être ouverte.

## Les différentes versions

### OM 32
Ce fut la version de base qui, après que les 2 premiers lots furent mis à l'épreuve sur le terrain, permirent d'apporter des adaptations mineures qui firent évoluer le projet.

### OM 35
Recevant les remarques des utilisateurs de la première version OM 32, la version OM 35 sera présentée à Milan en 1935. Elle disposait de voies élargies de 100 mm afin d'augmenter la stabilité transversale. Quelques réglages permirent d'améliorer la tenue de route et l'éclairage fut revu. Après les essais de rigueur, l'engin fut qualifié d'excellent pour sa maniabilité, mobilité sur tous terrains difficiles et son entretien réduit. Son seul handicap résidait dans sa vitesse jugée trop faible.

### OM 36 DM
L'Autocarretta 36 DM - Division Infanterie motorisée - est une adaptation de la version "35" souhaitée par les "Grandes Unités motorisées", qui devaient recevoir 2.000 exemplaires de l'OM 35. Les modifications consistèrent à augmenter le nombre de soldats transportés, le remplacement des pneumatiques pleins par des pneus "Artillerie", une vitesse plus élevée et l'ajout des éléments pour installer deux mitrailleuses Breda M1930 de 6,5 mm. Cette version fut largement utilisée par l'armée italienne en Italie et en Libye. Elle fut également remarquée par les armées alliées durant la Seconde Guerre mondiale pour sa robustesse et ses capacités de franchissement hors du commun. Quelques exemplaires furent "récupérés" et analysés de très près par des constructeurs étrangers.
L'OM 36 MT fut réalisée en 21 variantes :
- OM 36 Mt (Matériel) pour le transport de matériel avec une benne en bois de 800 kg de charge utile,
- OM 36 P (Personnel) pour le transport des soldats. La capacité passa de 6 places de l'OM 35 à 9 plus le chauffeur et chef de véhicule, placés à l'avant. Les soldats étaient disposés sur 3 banquettes de 3 places.

### OM 37
L'OM 37 sera la dernière version présentée en 1938. Cette version optimisait le transport de matériel sur les terrains européens et pas coloniaux. Elle se caractérisait avec le retour des pneus pleins, la suppression du parebrise, une augmentation du volume du réservoir de carburant à 41 litres et une augmentation de la charge utile portée à 900 kg. Un certain nombre d'OM 37 fut commandé par les Pompiers.

### Draisine blindée OM 42

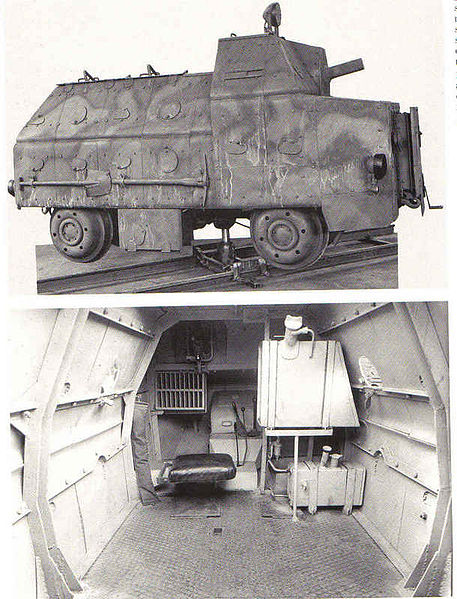
Draisine blindée OM 42

En 1942, OM présenta un prototype d'Autocarretta ferroviaire blindée à la demande du Commandement Supérieur des Forces Armées italiennes de Slovénie et Dalmatie, qui devait remplacer les blindés Fiat Ansaldo AB40 sur les voies ferrées à voie étroite (76 cm) en Herzégovine. Testée par les régiments du Génie Ferroviaire italiens dans les montagnes de Val Gardena, le véhicule fut certifié le 18 décembre 1942 comme "Autocarretta ferroviaire blindée Mod. 42.
Construite sur la base de l'OM 36, elle avait une tourelle avec une mitrailleuse Breda Mod. 38. L'équipage était composé de deux personnes, un conducteur et un mitrailleur. Le véhicule pouvait transporter des hommes de troupe et/ou du matériel dans le compartiment arrière comprenant des râteliers pour les chargeurs et des écoutilles de tir. La vitesse était limitée à 15 km/h.
N'étant pas équipée de double poste de conduite, l'OM 42 était équipée d'un chariot secondaire et d'un vérin qui lui permettait de se soulever et de pivoter de 180° sur la voie ferrée pour changer de direction.
L'armée italienne disposa de 20 exemplaires qui ont tous été récupérés par la Wehrmacht.
| Modèle   | Longueur (mm) | Empattement (mm) | Largeur (mm) | Voies av/ar (mm) | Hauteur totale (mm) | Garde au sol (mm) | Poids à vide (kg) | Capacité de transport Hommes de troupe/charge utile (kg) | Puissance (ch) | Vitesse maxi (km/h) | Autonomie (km) |
| -------- | ------------- | ---------------- | ------------ | ---------------- | ------------------- | ----------------- | ----------------- | -------------------------------------------------------- | -------------- | ------------------- | -------------- |
| OM 32    | 3770          | 2000             | 1300         | 1000             | 2200                | 450               | 1580              | 800                                                      | 20             | 25                  | 160            |
| OM 35    | 3770          | 2000             | 1300         | 1100             | 2200                | 450               | 1580              | 800                                                      | 23             | 22                  | 160            |
| OM 36 Mt | 3910          | 2000             | 1420         | 1070             | 2100                | 450               | 1660              | 800                                                      | 23             | 34                  | 220            |
| OM 36 P  | 4170          | 2000             | 1420         | 1070             | 2100                | 450               | 1650              |                                                          | 23             | 34                  | 220            |
| OM 37    | 3780          | 2000             | 1400         | 1070             | 2200                | 450               | 1600              | 900                                                      | 23             | 36                  | 160            |

## Production
En novembre 1937, la capacité de production mensuelle du constructeur OM ne dépassait pas 100 unités. Au 1er octobre 1937, le besoin des armées était estimé à 9.640 unités. Pour tenter de compléter les organigrammes et de remplacer les pertes, l'armée commanda 700 OM 37. Entre mai 1935 et octobre 1939, le Regio Esercito ne fit l'acquisition que de 2.000 Autocarrettes OM. Toutes versions confondues, la production des "Autocarette OM" dépassa les 5.000 unités.
Comme de coutume, aucun constructeur italien ne communique le nombre exact des matériels militaires produits mais il devrait se situer aux environs de 5.500 unités.

## Utilisateurs
- Armée Royale italienne,
- Wehrmacht,

## Utilisation sur les terrains militaires
Les camions légers de montagne OM 32 et 35 connurent leur baptême du feu lors de la campagne d’Éthiopie. Au début du conflit, les Autocarrettes OM équipaient le 51e groupe sur les 5 engagés ; 3 autres groupes représentant 360 véhicules furent envoyés en renfort d'octobre 1935 à février 1936. En mai 1936, on comptait 178 Autocarrettes OM 32 équipées de citernes et 1366 OM 32 et 35 sur le front Nord et 78 en Somalie. En théorie, chaque division d'infanterie nationale italienne participant à la campagne d’Éthiopie était dotée de 72 camions légers de montagne. Durant les opérations en Éthiopie, les autocarrette se révélèrent très maniables, faciles d'emploi et utilisables sur des terrains très variés. Le seul reproche qui lui était fait concernait sa vitesse insuffisante.
Entre 1936 et 1939, les Autocarrettes OM 32 et 35 furent employées en Espagne. Au total, 328 exemplaires furent envoyés dans la péninsule ibérique. Durant la bataille de Guadalajara en mars 1937, 18 furent perdues. Au 25 octobre 1938, il restait 230 unités opérationnelles. Certaines furent utilisées pour le transport des canons de 65/17. L'utilisation des Autocarrettes OM en Espagne démontra leurs qualités de maniabilité et leur souplesse d'utilisation sur route comme en tout terrain.
Lors des grandes manœuvres de l'été 1937, des OM 36P et Mt furent testées par la division motorisée Po, qui ne les jugea pas entièrement satisfaisantes. Lors des manœuvres en Libye du 11 au 24 mai 1938, les dix OM 36 furent critiquées pour leur visibilité due à leur silhouette trop haute et pour leur conduite difficile. Le compte-rendu des manœuvres de 1939 reporte que les Autocarrettes OM avaient en général donné satisfaction pour leur bon comportement, sauf le modèle 36, jugé peu stable à cause de ses suspensions trop souples et de sa grande hauteur. La conclusion de ce rapport évoque la nécessité de les remplacer par les camions légers Fiat SPA 38R et SPA CL39.
Lorsque l'Italie entre dans la seconde guerre mondiale le 10 juin 1940, le Regio Esercito disposait d'un total de 2.751 Autocarrettes OM, en plus des 1.471 présentes en Afrique orientale Italienne. Lors de la bataille des Alpes en juin 1940, la Division motorisée Trieste disposait encore des Autocarrettes OM 36P. Il faut noter que les Autocarrettes OM étaient alors les seuls véhicules motorisés capables d'atteindre le fort du Mont Chaberton situé à 3,219 m d'altitude.
En Russie, les Autocarrettes OM 36 et 37 équipaient le CA Alpino durant l'été 1942. Chaque division alpine était dotée de 300 exemplaires.